# Theresienfeld
Theresienfeld – gmina targowa w Austrii, w kraju związkowym Dolna Austria, w powiecie Wiener Neustadt-Land. Liczy 3 047  mieszkańców (1 stycznia 2014).